# Foltosmellű sarlósfecske
A foltosmellű sarlósfecske (Cypseloides lemosi) a madarak osztályának a sarlósfecske-alakúak (Apodiformes) rendjébe és a sarlósfecskefélék (Apodidae) családjába tartozó faj.

## Rendszerezése
A fajt Eugene Eisenmann és Federico Carlos Lehmann Valencia írták le 1962-ben.

## Előfordulása
Ecuador, Kolumbia és Peru területén honos. A természetes élőhelye szubtrópusi és trópusi magaslati füves puszták. Állandó, nem vonuló faj.

## Megjelenése
Testhossza 14  centiméter, testtömege 29 gramm.

## Természetvédelmi helyzete
Az elterjedési területe elég kicsi, egyedszáma is csökken, de még nem éri el a kritikus szintet. A Természetvédelmi Világszövetség Vörös listáján nem fenyegetett fajként szerepel.

## Külső hivatkozások
- Képek az interneten a fajról
- Xeno-canto.org - a faj hangja és elterjedési területe